# HD166894
HD166894 — хімічно пекулярна зоря спектрального класу A2, що має видиму зоряну величину в смузі V приблизно  7,8.
Вона  розташована на відстані близько 1090,8 світлових років від Сонця.

## Пекулярний хімічний склад
Зоряна атмосфера HD166894 має підвищений вміст 
Cr
.